# Rättspsykiatriska kliniken i Säter

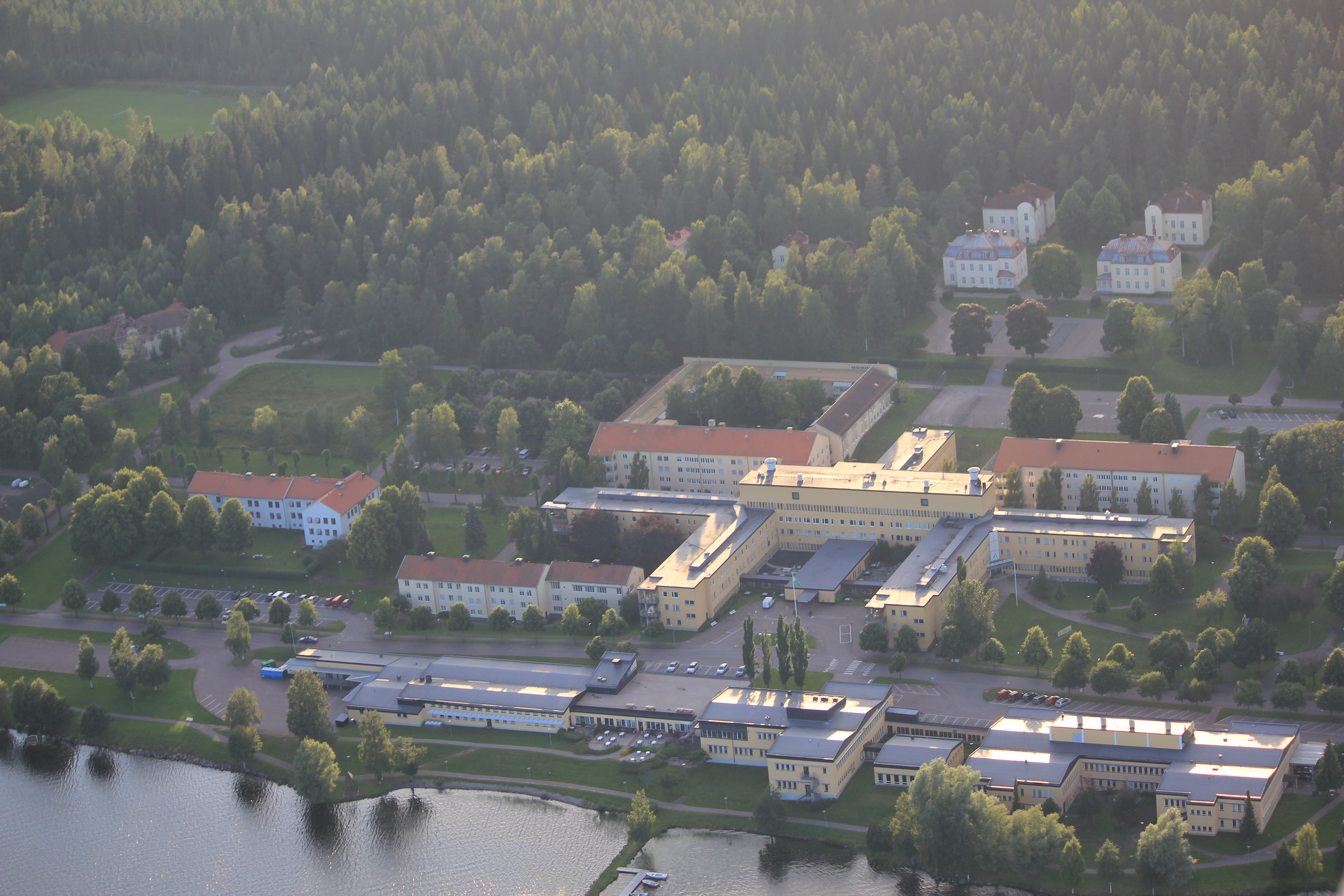
Rättspsykiatriska kliniken i Säter från ovan.

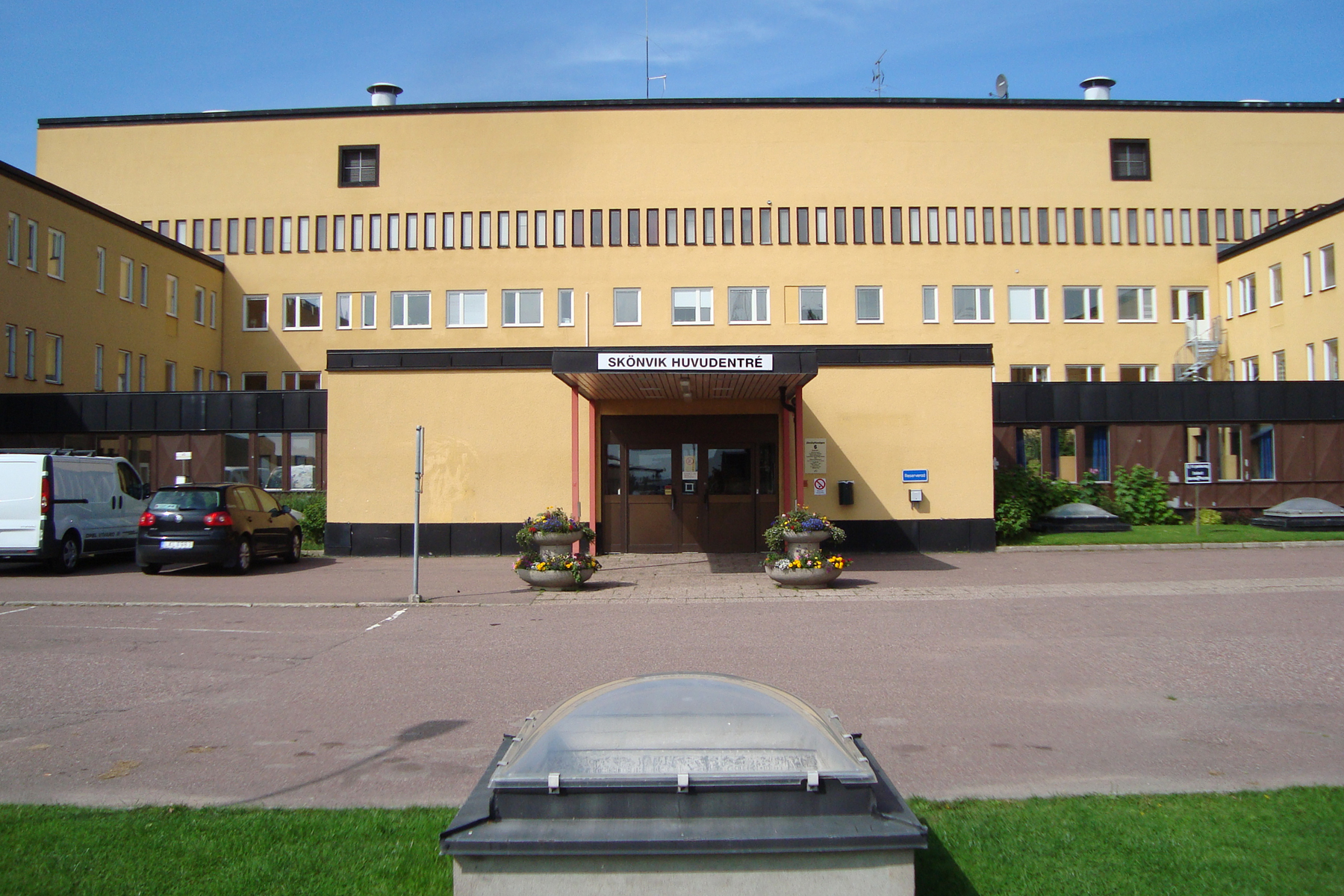
Entrén till psykiatriska kliniken i Säter.

Rättspsykiatriska kliniken i Säter är en rättspsykiatrisk klinik i Skönvik utanför Säter med sju avdelningar, varav en förstärkningsavdelning och en intagningsavdelning. Den har 72 vårdplatser.

## Historik
En statistisk undersökning 1902 pekade på att Gotlands, Jönköpings, Kopparbergs, Kronobergs och Värmlands län var hårdast drabbat av sinnessjukdom samt sinnesslöhet och att hospital borde inrättas i närhet till dessa län. Valet i Kopparbergs län kom att stå mellan Skönvik utanför Säter och Slätta utanför Falun, och föll på det förra alternativet främst för det natursköna läget utanför staden.
Skönviksområdet antogs av Kungl Maj:t som hospitalområde 1903 och 1905 beviljade riksdagen statliga medel för byggnationen. Anläggningen öppnades under namnet Säters Hospital 1912.  Arkitekt till området var Axel Kumlien, som även ritade det snarlika hospitalet Sankta Gertruds sjukhus i Västervik, vilket öppnade samma år. Säters hospital var då ett av Sveriges största och modernaste mentalsjukhus, med 37 byggnader, varav 20 vårdpaviljonger, och plats för 830 patienter. Vid denna tid hade Säter omkring 1 000 innevånare.
Samma år öppnades även Säters fasta paviljong, eller länspaviljongen, med plats för de farliga och rymningsbenägna patienterna, ritad av Ture Stenberg.
Sjukhuset var självförsörjande och hade en järnväg som gick direkt in på området. Sjukhuset hade även ett eget kapell och begravningsverksamhet. Kyrkogården ligger idag omgärdad av den nuvarande golfbanan.
På området fanns flera solpaviljonger, där man kunde söka sig undan solen. Vissa tidiga psykofarmaka, såsom Hibernal, gjorde patienterna känsliga mot solljus.
Hospitalet blev snart överbelagt och fick stora problem med oroliga patienter. År 1924 invigdes stormavdelningarna, paviljong 30 och 31, vilka ritades av Carl Westman och hade plats för 120 patienter.
År 1975 genomförde Hakon Ahlberg en större ombyggnad av sjukhuset, varvid den gamla huvudbyggnaden från 1912 revs och ersattes av en ny. År 1989 öppnades en ny rättpsykiatrisk regionvårdenhet, ritad av Karl Alexanderson och Hans Leonard Grau.

## Fotogalleri

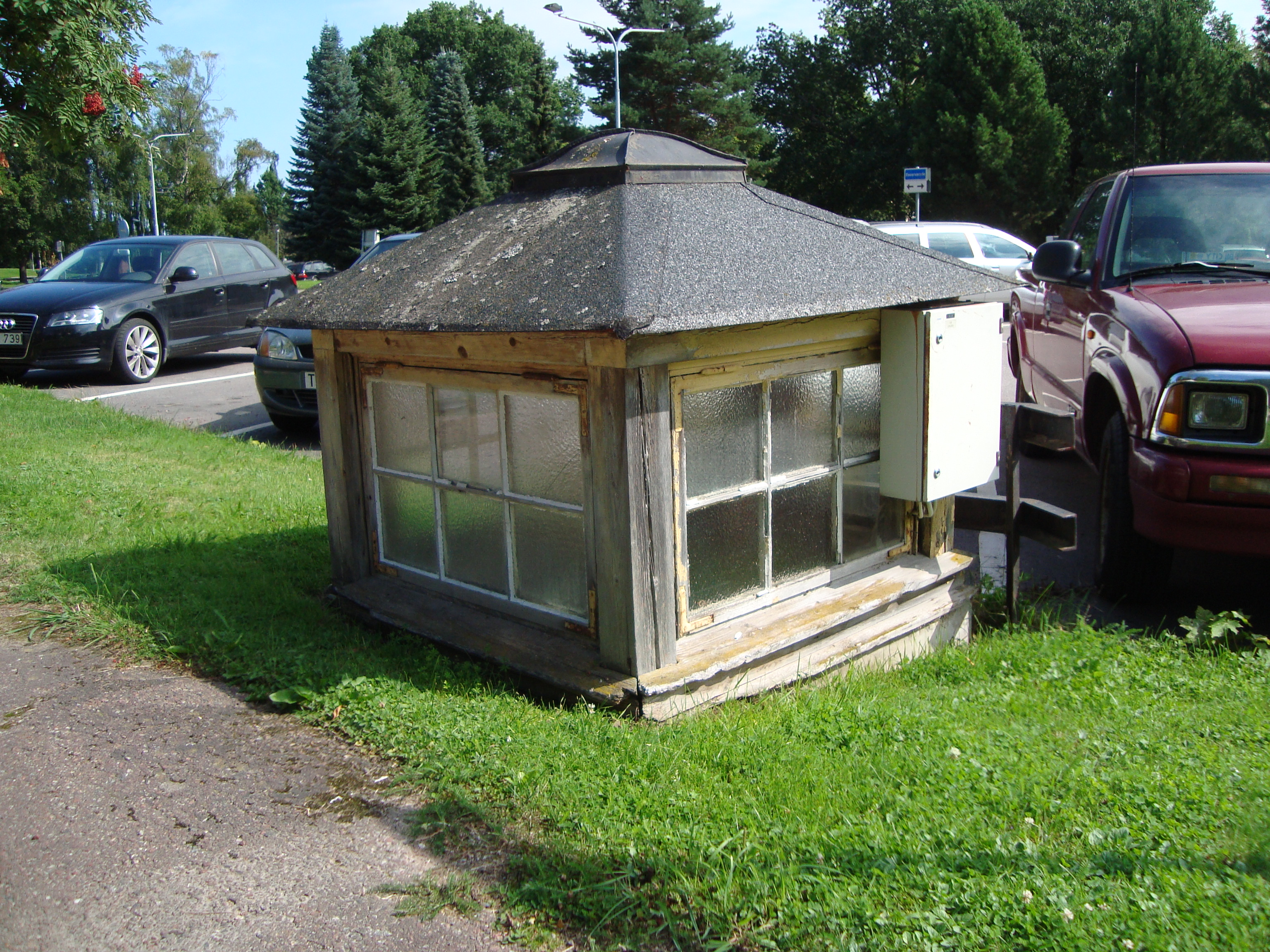
Glaskur tillhörande de gamla ångkulvertarna under området.
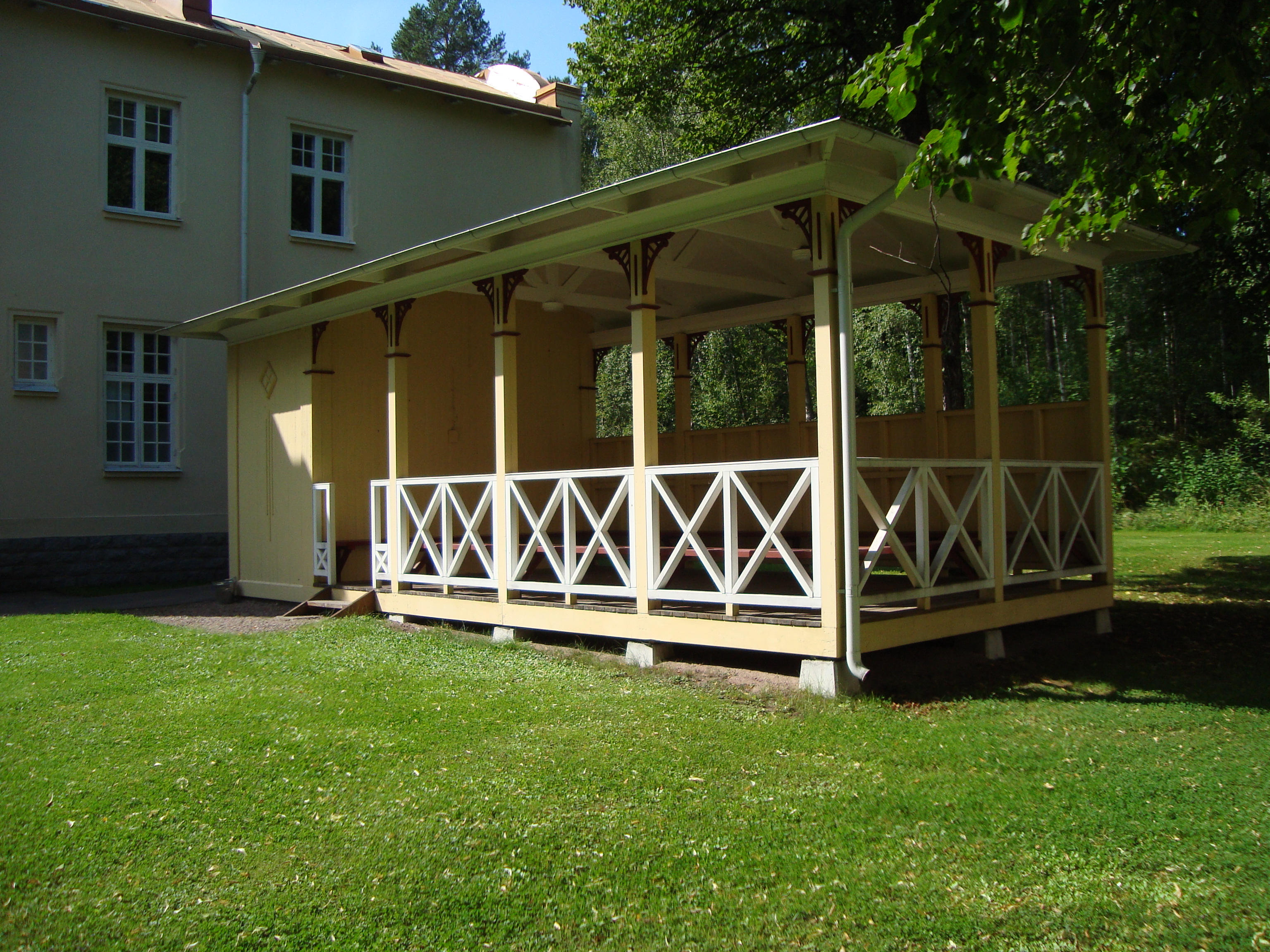
Modell i full skala av en solpaviljong.

## Stormen

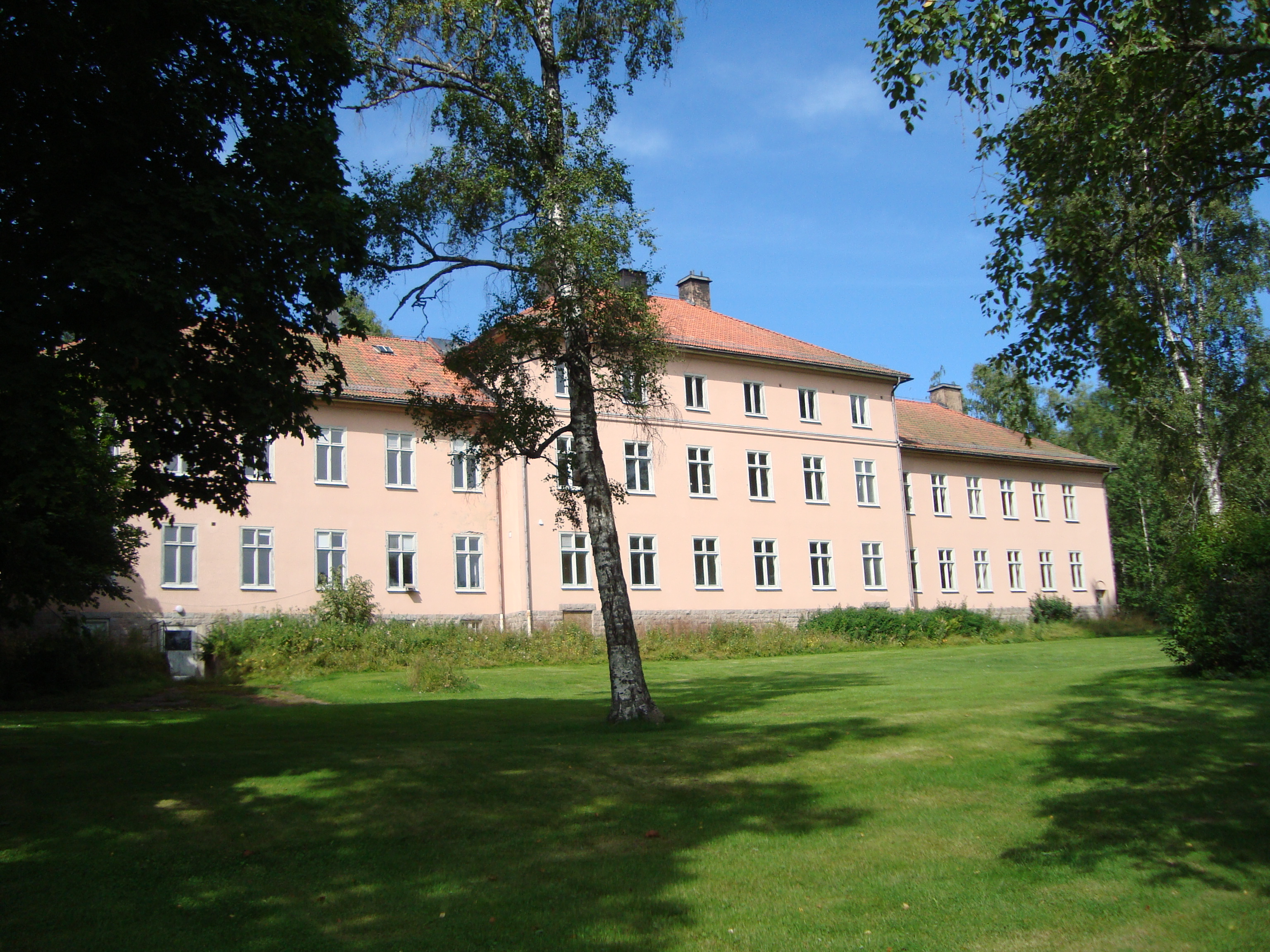
Tidigare avdelning 31, Kvinnliga stormen, 2010.

Avdelningarna 30 (Manliga stormen) och 31 (Kvinnliga stormen) öppnade 1924. De var till för "stormande" patienter, det vill säga psykotiska patienter med allvarlig aggression eller självskadebeteenden. På varje avdelning fanns 120 vårdplatser och tio isoleringsrum för heloroliga patienter, samt badsal med fyra badkar för långbad. Samtliga sängar var robusta, byggda i trä och fastskruvade i golvet. Fönstren var försedda med träluckor som kunde låsas inåt, för att förhindra sönderslagning, och avdelningarnas respektive promenadgård hade ett fyra meter högt plank av trä. Avdelningarna var ökända för sin lyhördhet och höga ljudvolymer. Idag[I april 2023?] är avdelning 30 riven.